# Cestius-Pyramide

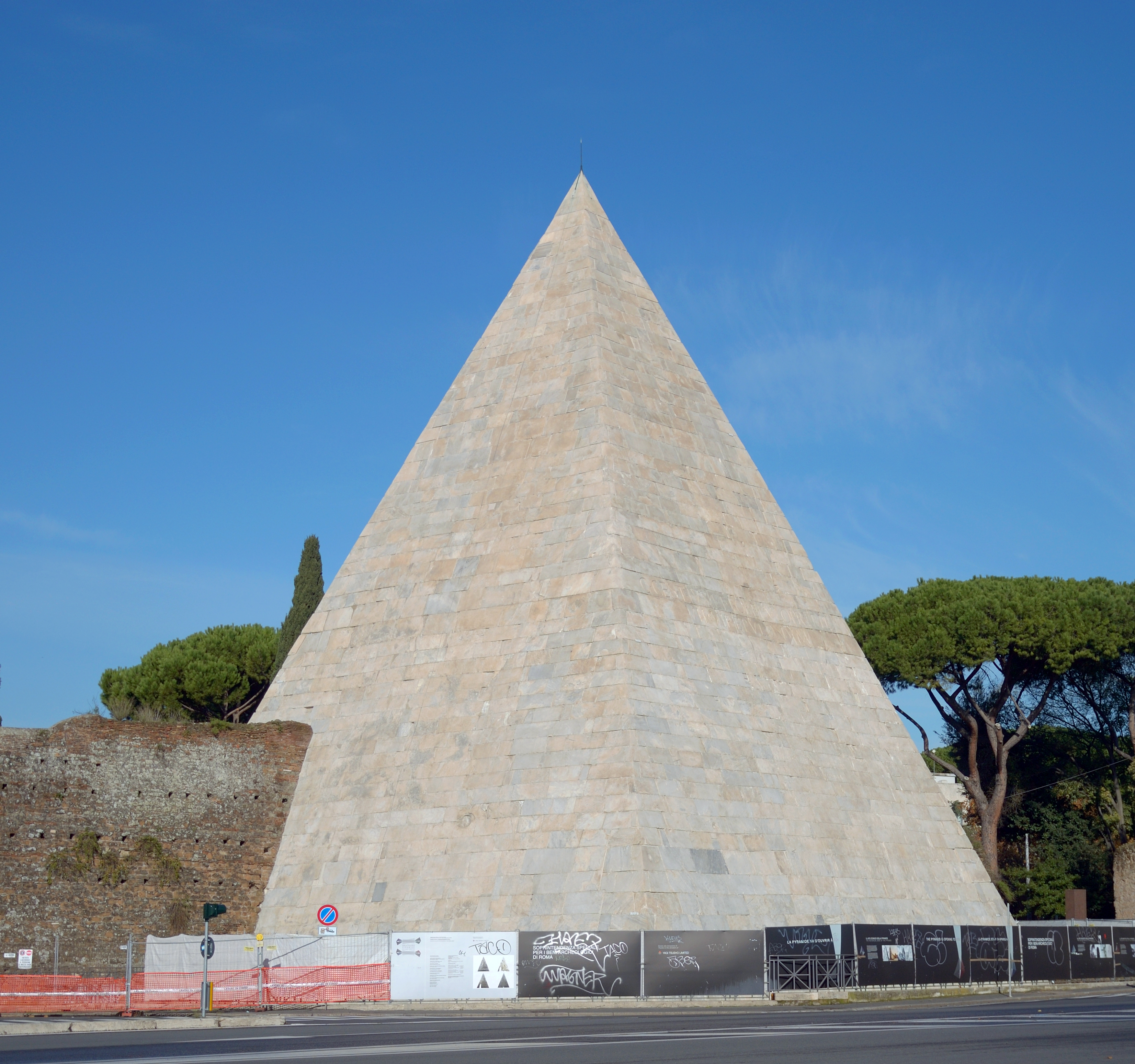
Die Cestius-Pyramide

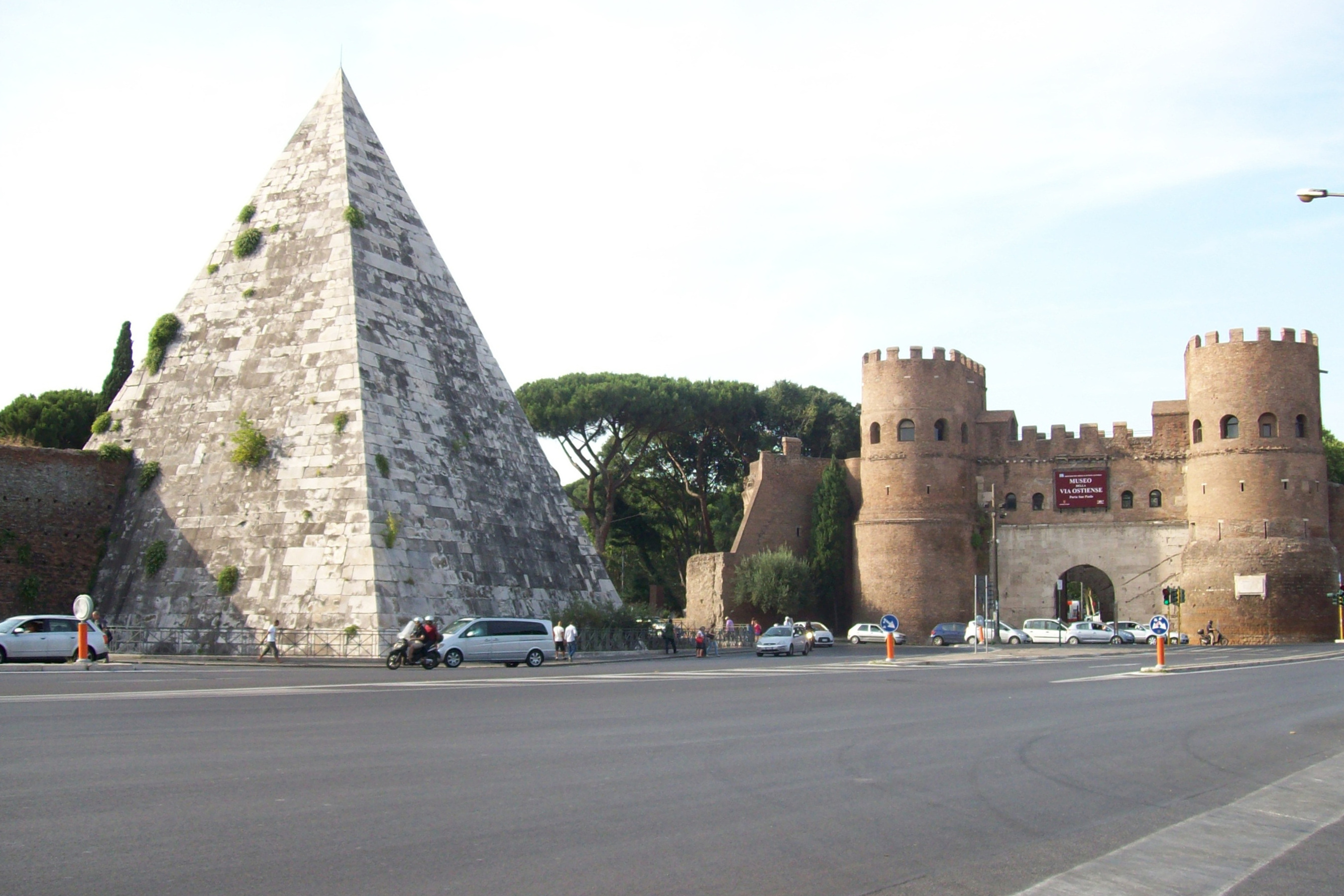
Die Cestius-Pyramide 2012 vor der Restaurierung

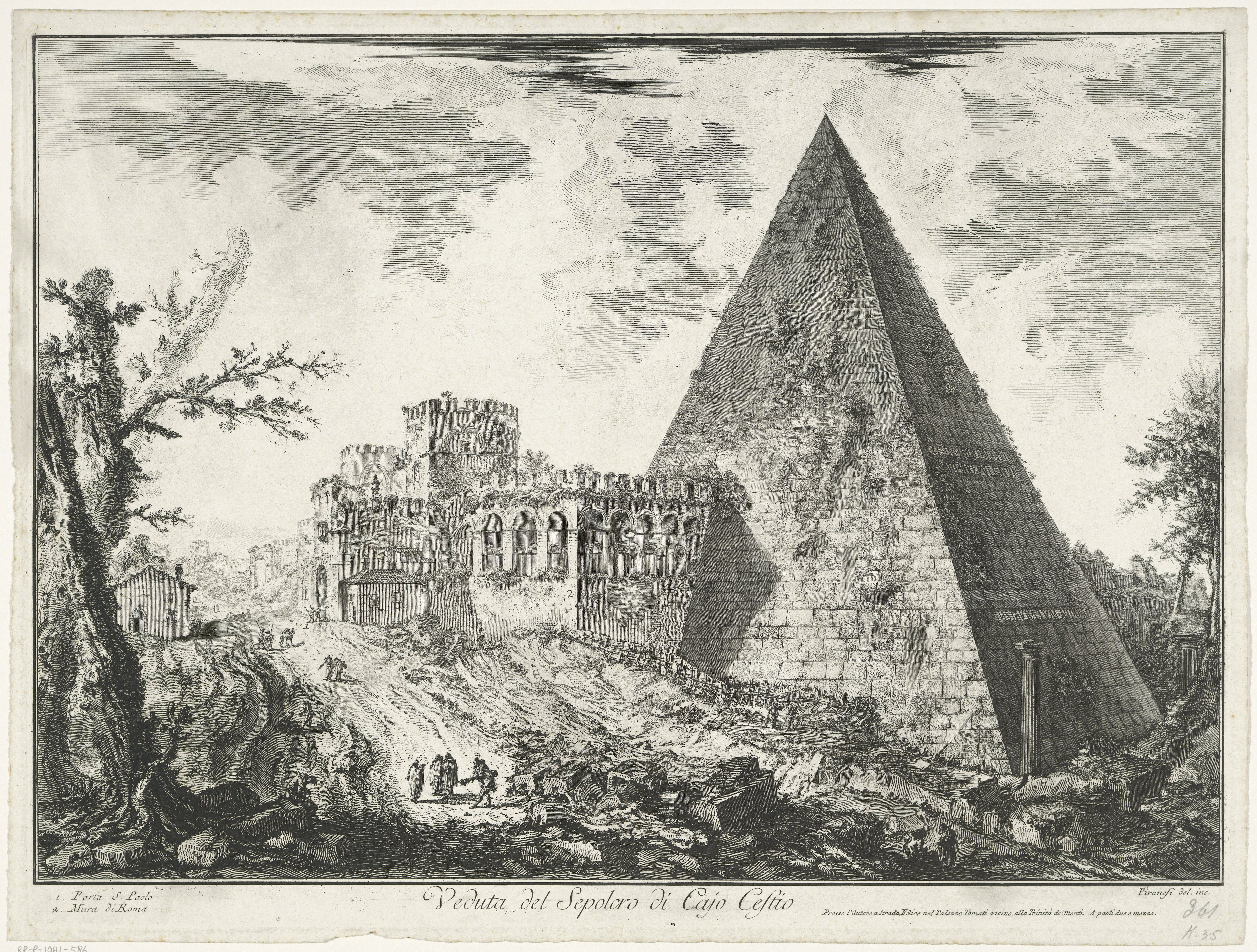
Die Cestius-Pyramide im 18. Jahrhundert

Lage im antiken Rom

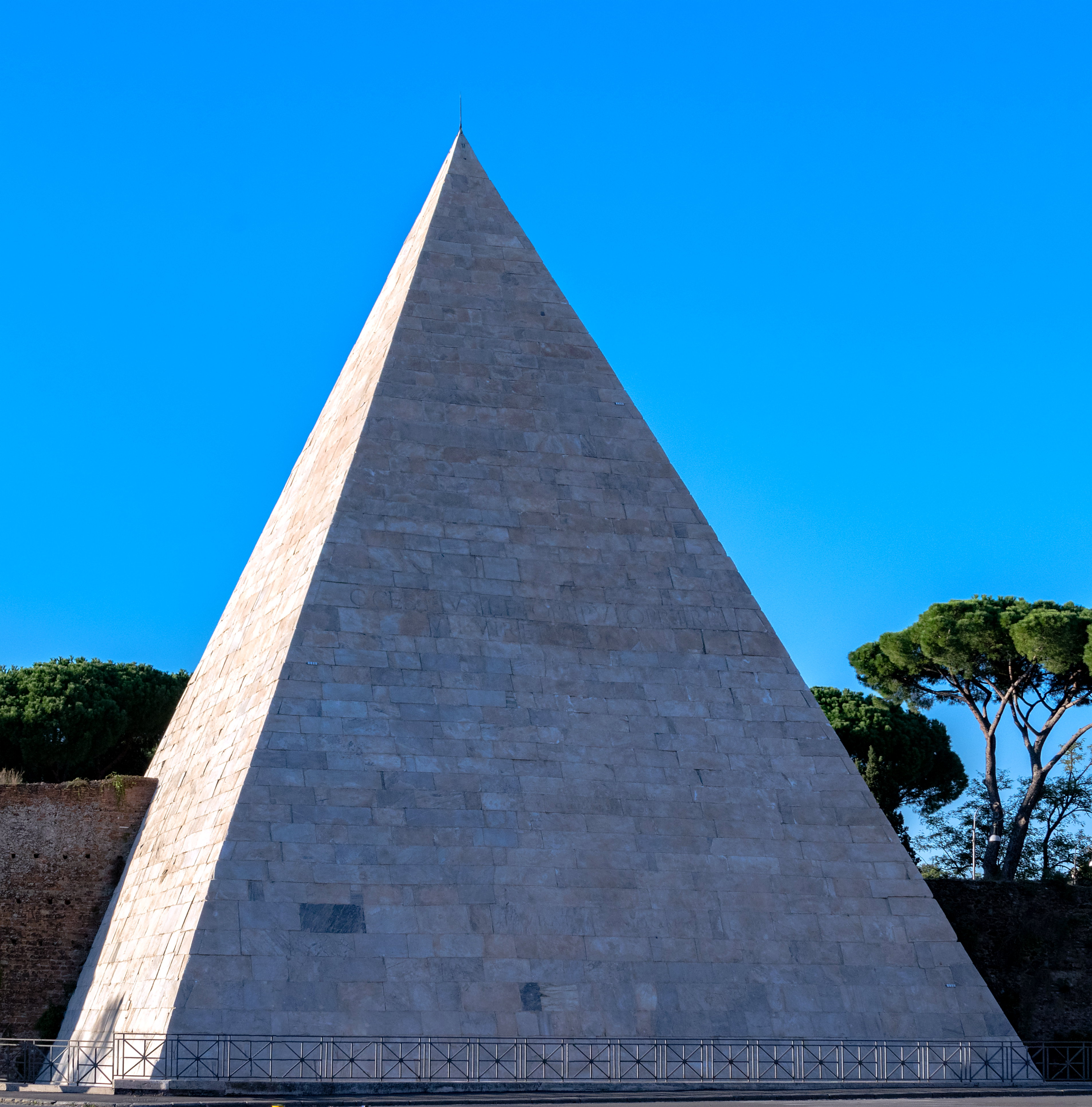
Die Cestius-Pyramide (Südostseite) nach der Renovierung

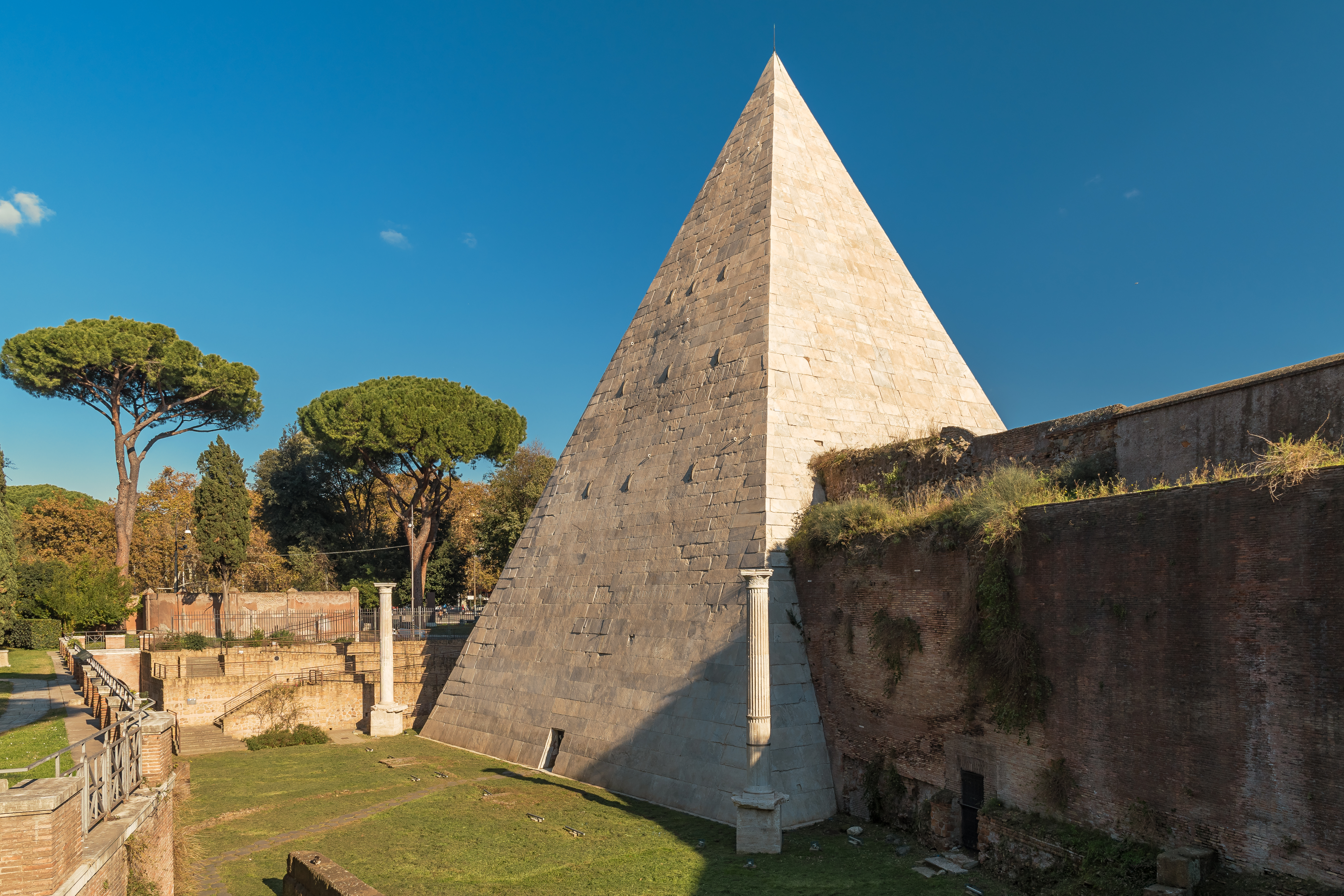
Die Cestius-Pyramide (Nordwestseite) mit Blick auf den Eingang und die zwei flankierenden Säulen

Die Cestius-Pyramide, genauer „Pyramide des Gaius Cestius“ (italienisch: Piramide Cestia oder Piramide di Caio Cestio), ist eine Pyramide in der Stadt Rom, die als Grabmal des römischen Prätors und Volkstribuns Gaius Cestius Epulo († vor 12 v. Chr.) errichtet wurde.

## Lage
Bestattungen innerhalb der Stadt waren bis ins 5. Jahrhundert verboten. Grabmäler wurden deshalb üblicherweise an den Ausfallstraßen errichtet. Die Cestius-Pyramide steht in exponierter Lage an der Via Ostiensis, einer der belebtesten Straßen Roms, die zur Hafenstadt Ostia führte.
Ab 271 wurde die Pyramide in die Stadtmauer Kaiser Aurelians (die Aurelianische Mauer) einbezogen. Neben ihr öffnete sich die Porta Ostiensis, heute Porta San Paolo.

## Bauherr
Cestius Epulo war Prätor des Jahres 43 v. Chr. und Mitglied der Septemviri epulonum, eines der vier Priesterkollegien. Über sein Leben ist wenig bekannt, sein Name hingegen ging mit seinem Grabmal in die Bau- und Kunstgeschichte ein.

## Bauwerk
Nach der Eroberung Ägyptens durch Kaiser Augustus kamen ägyptische Kultur und Bräuche in Rom in Mode. Diese umfasste auch Bestattungen in Pyramiden, so dass mehrere Römer sich kleine Pyramiden als Grabstätten bauen ließen. Heute ist von dieser kurzen Episode der römischen Kultur nur noch die Cestius-Pyramide übrig. Der Bau entstand zwischen 18 und 12 v. Chr. Er wurde als Ziegelbauwerk ausgeführt und mit Travertin- und Marmorplatten verkleidet.
Die Pyramide ist 36,4 m hoch (ein Viertel der Höhe der Cheops-Pyramide) und hat eine Seitenlänge von 29,5 m. Die Seitenlänge entspricht 100 römische Fuß und die Pyramide hat eine Neigung von {\displaystyle 2+{\frac {1}{2}}+{\frac {1}{4}}+{\frac {1}{20}}} Seked. Im Inneren befindet sich eine 4,10 auf 5,95 m große und 4,80 m hohe Grabkammer (nur bei Führungen zugänglich) mit Resten von Fresken. Diese Fresken sind im 3. Stil ausgeführt. Sie sind die frühesten datierbaren römischen Wandmalereien in diesem Stil und bilden daher einen wichtigen chronologischen Fixpunkt für die Entstehung dieses Wandmalereienstiles.
Das Grabmal trägt folgende Inschriften:

An der West- und Ostseite jeweils oben:
C(aius) CESTIUS L(ucii) F(ilius) POB(lilia) EPULO PR(aetor) TR(ibunus) PL(ebis)
VII VIR EPULONUM
Caius Cestius Epulo, Sohn des Lucius, aus der (Tribus) Poblilia, Prätor, Volkstribun, Mitglied der Septemviri epulonum.
An der Ostseite zusätzlich eine kleinere Inschrift:
OPUS APSOLUTUM EX TESTAMENTO DIEBUS CCCXXX
ARBITRATU
PONTI P(ublii) F(ilii) CLA(udia) MELAE HEREDIS ET POTHI L(iberti)
Das Werk (wurde) fertiggestellt auf Grund des Testaments in 330 Tagen
unter Leitung
des Pontius Mela, des Sohnes des Publius, aus der (Tribus) Claudia, des Erben, mit dem Freigelassenen Pothus.
An der West- und Ostseite jeweils unten:
INSTAURATUM AN(no) DOM(ini) MDCLXIII
Erneuert im Jahr des Herrn 1663.
Vor der Pyramide standen vier Säulen, von denen zwei wieder aufgestellt wurden. Sie trugen vermutlich Bronzestatuen des Cestius.

## Weitere Pyramiden
Im Mittelalter wurde die Cestius-Pyramide als Meta Remi, Grab des Remus bezeichnet, analog zur Meta Romuli, Grab des Romulus, einer weiteren Pyramide in der Nähe der Engelsburg. Dieses Grabmal wurde 1499 von Papst Alexander VI. abgetragen, um für das Heilige Jahr 1500 die Zugangsstraße zum Vatikan zu verbreitern. Der Marmor dieser Pyramide wurde im Petersdom verbaut.
Zwei weitere Pyramiden standen im Bereich der heutigen Piazza del Popolo.

## Nach der Antike

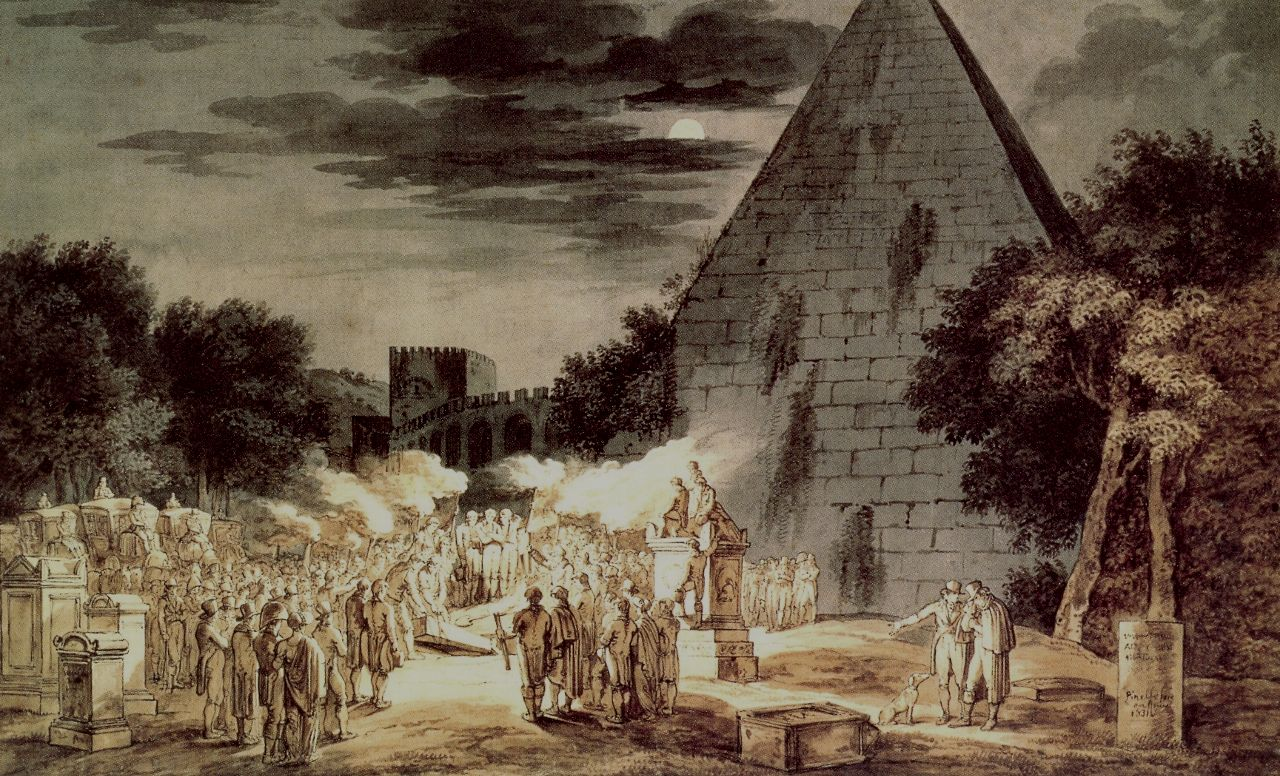
Bartolomeo Pinelli: Nächtliche Bestattung an der Cestiuspyramide (um 1830)

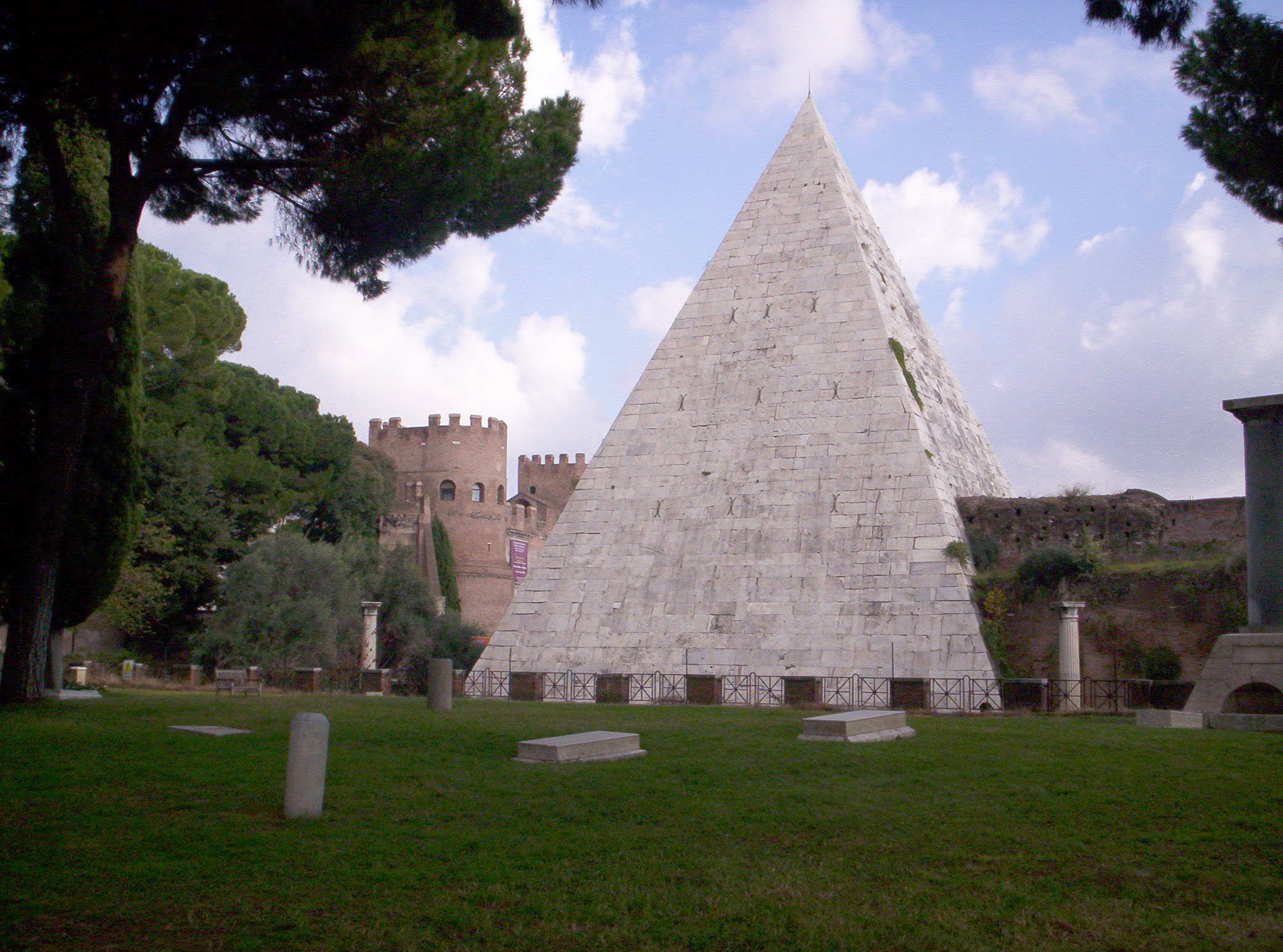
Blick über den Protestantischen Friedhof

1656 ließ Papst Alexander VII. die Pyramide restaurieren und wieder freilegen, denn im Laufe der Jahrhunderte hatte sich das Bodenniveau um einige Meter angehoben. Dabei wurden auch die zwei Säulen und die Basen der zwei verlorenen Säulen wiedergefunden.
An der westlichen Seite der Pyramide wurden spätestens von 1732 an nicht-katholische Tote bestattet. Das Begräbnisfeld wurde 1821 offiziell zum Cimitero acattolico, dem sogenannten Protestantischen Friedhof erklärt. Hier sind zahlreiche Gräber prominenter Zeitgenossen aus aller Welt zu finden, wie die von Percy Bysshe Shelley und John Keats.
Im 19. Jahrhundert wurde die Mauer zwischen der Pyramide und der Porta San Paolo für den Bau einer Straße unterbrochen.
Von November 2012 bis April 2015 wurde die Pyramide grundlegend restauriert. Die Kosten von 2 Millionen Euro übernahm Yūzō Yagi, ein japanischer Geschäftsmann.

## Sonstiges

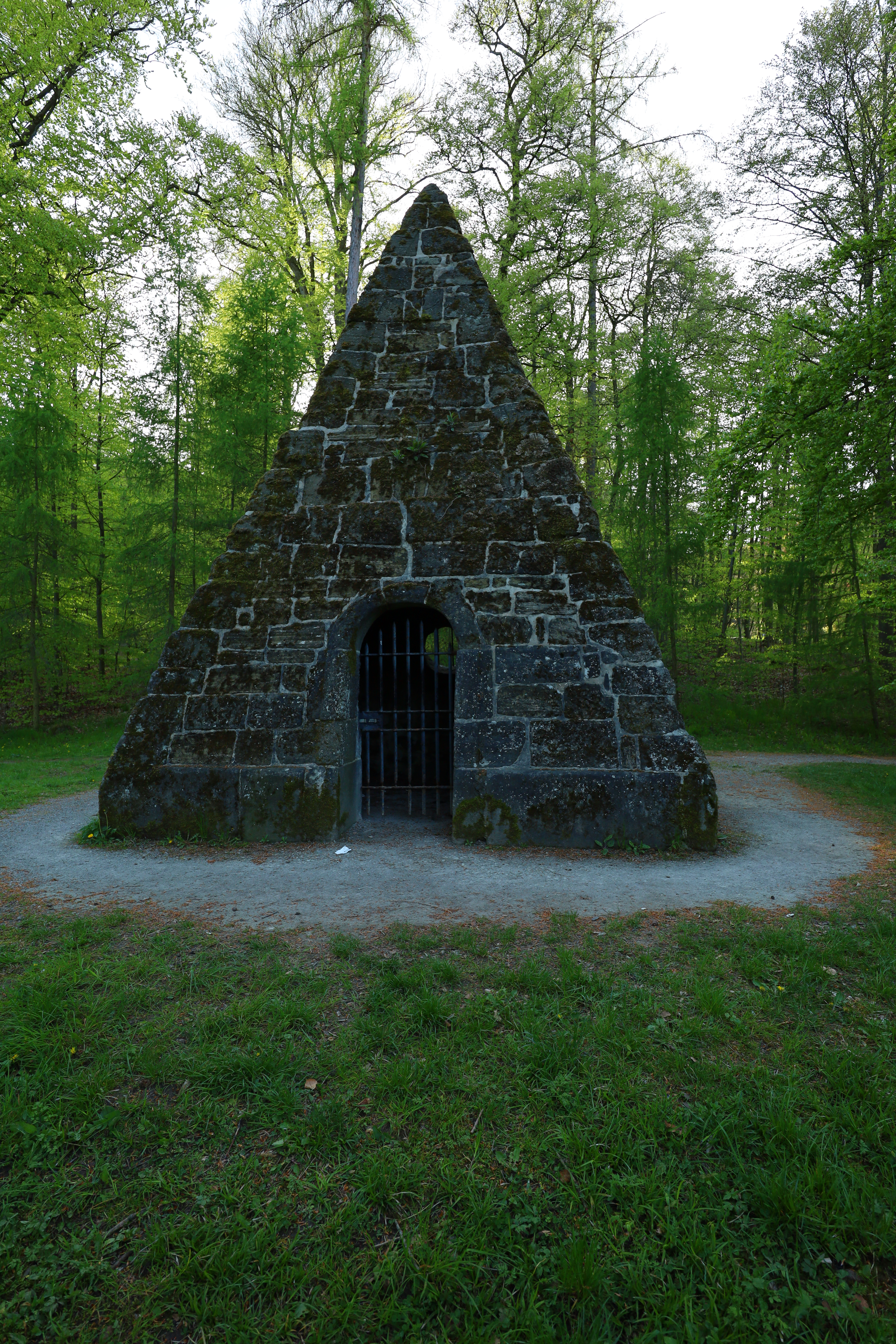
Nachbildung im Bergpark Kassel-Wilhelmshöhe

In Europa wurde die Cestius-Pyramide an mehreren Standorten in kleinerer Form nachempfunden. Dabei gab es stilistische Weiterentwicklungen bei der Gestaltung des Portals.
Die Studnitz-Pyramide in Gotha wurde nach 1779 für den Oberhofmarschall Hans Adam von Studnitz errichtet. Da deren Neigungswinkel auch steiler ist, stellt sie keine Nachbildung dar.
1775 wurde im Bergpark Wilhelmshöhe in Kassel eine Nachbildung der Cestius-Pyramide errichtet. Diese Pyramide ist jedoch lediglich Staffage für den Park und kein Grabmal.
Graf August von Platen-Hallermünde schrieb das Gedicht Die Pyramide des Cestius.
Das Bauwerk in Rom gab der nahen U-Bahn-Station „Piramide“ ihren Namen.